# Лотте Март

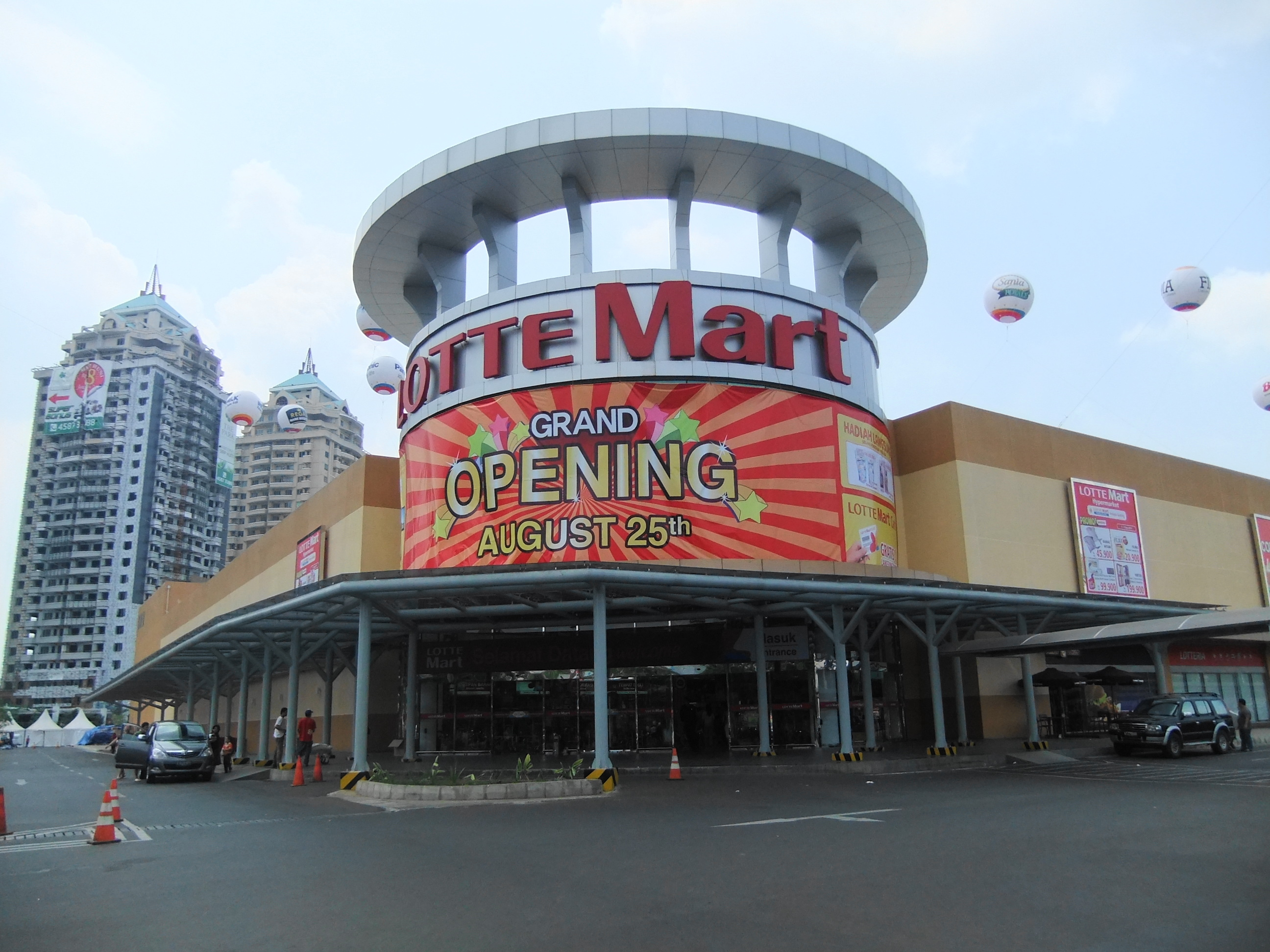
Лотте Март у районі Келапа Ґадінг. Джакарта, Індонезія.

Лотте Март (Lotte Mart) — східноазійський гіпермаркет, в котрому продають продукти харчування, одяг, іграшки, електроніку та інші товари. Штаб-квартира знаходиться в Японії та Південній Кореї. Лотте Март є підрозділом компанії Lotte Co., Ltd., котра займається продажем продуктів та торговельним обслуговуванням у Південній Кореї та Японії. Лотте Март, частина корейського конгломерату Лотте, відкрила першу філію в Куий-донг (Ганбьон, Сеул, Корея) 1 квітня 1998 року. В 2006 році Лотте Март відкрив першу закордонну філію. Станом на 8 серпня 2011року Лотте Март мав 199 філій (92 у Кореї, 82 у Китаї, 23 в Індонезії та 11 у В'єтнамі). Серед брендів, створених Лотте, такі: Herbon, Wiselect, Withone, Basicicon, Tasse Tasse та Gerard Darel.

## Адміністративні відділи

### Міжнародні локації

#### Китай
У грудні 2007 року Лотте Март придбала Макро (Makro), вже сформовану в Китаї мережу нідерландських супермаркетів. Завдяки купівлі Макро, Лотте Март отримав змогу вийти на китайський ринок. Це був перший випадок коли корейська роздрібна компанія вийшла на китайський ринок. На сьогодні в Китаї налічується 82 філії Лотте Марту.

#### Індонезія
Продовжуючи розширення, у жовтні 2008 року, Лотте викупив ПТ Макро Індонезія (PT Makro Indonesia). ПТ Макро Індонезія налічувала 19 крамниць в межах країни. Придбання мережі також стало першим випадком виходу корейської роздрібної компанії на ринок Індонезії.

#### В'єтнам
18 грудня 2008 року компанія Лотте Март створила першу філію у В'єтнамі. Вона розташована у сьомому окрузі міста Хошимін (Сайгон). На даний момент у В'єтнамі працює 11 філій.

### Toys R Us
У грудні 2007 Лотте Март уклав ліцензійну угоду з найбільшим у світі магазином іграшок Toys R Us. Першу крамницю Toys R Us у Південній Кореї було відкрито у філії Лотте Куро Марту площею майже 3500 квадратних метрів. Інші крамниці Toys R Us розташовані у Курі, Інчхоні, Самсані та Чамсілі. Крамниці Toys R Us пропонують величезний асортимент іграшок, дитячого одягу та продуктів для немовлят. До 2012 року компанія Лотте Март планувала відкрити ще 20 крамниць Toys R Us.

## Зовнішні посилання
- Офіційний сайт (Англійською мовою)